# Флешденс
Флешденс (енгл. Flashdance) је амерички филм из 1983. године, режију је урадио Адријан Лин. Филм је награђен Оскаром за најбољу оригиналну песму.

## Радња
Алекс је млада девојка која жели да буде успешна као класична балерина, али због лоше материјалне ситуације приморана је да ради у челичани. На путу ка успеху препречиће се и чињеница да Алекс не потиче из богате породице, али и њен шеф и дечко Ник, који не верује да је то пут који би требало да следи у животу.
Она више од свега жели да се упише на балетску академију и разбеснеће се када сазна да Ник, без њеног знања, интервенише да она буде примљена преко везе. На путу самооткрића и независности, Алекс се бори да прихвати љубав, изађе на крај са својом тврдоглавошћу и нађе довољно снаге да своје велике циљеве претвори у стварност.

## Улоге
| Глумац       | Улога       |
| ------------ | ----------- |
| Џенифер Билс | Алекс Овенс |
| Мајкл Нури   | Ник Харли   |

## Историја
Била је то прва сарадња између Дона Симпсона и Џерија Брукхајмера, са доста презентација музичких спотова у филму, који је имао утицај на друге филмове током 1980-их, укључујући Топ ган (1986). Флешденс је на изненађење остварио велики биоскопски успех, поставши трећи филм који је највише зарадио у 1983. (у САД). Филм је имао у свету, бруто зараду од више од 100 милиона долара. Музика у филму је изнедрила неколико хит песама, међу њима су и Maniac у извођењу Мајкла Сембела и награђивана нумера What a Feeling, у извођењу Ајрин Каре.
Флешденс је изашао на DVD формату у октобру 2002. године.